# Willy Hess
Willy Hess (Winterthur, 12 ottobre 1906 – Winterthur, 9 maggio 1997) è stato un musicologo e compositore svizzero.

## Biografia
Ha studiato pianoforte e musicologia tra il 1926 e il 1930 al conservatorio e all'università di Zurigo e di Berlino. Ha poi lavorato come insegnante di musica, compositore, critico musicale e musicologo. Tra il 1942 e il 1971 ha anche suonato il fagotto nella Winterthur Stadtorchester, l'orchestra della sua città natale. Ha scritto delle sonate per fagotto ed orchestra, per viola e pianoforte, per viola e fagotto, per viola sola, per flauto e violoncello e per flauto e pianoforte.
Willy Hess ha al suo attivo oltre 400 pubblicazioni di carattere musicologico ma è noto soprattutto per i suoi studi sulla vita e le opere di Ludwig van Beethoven. Fra questi, oltre ad alcuni saggi sulle diverse versioni del Fidelio, il lavoro più importante è sicuramente la redazione cosiddetto "Catalogo Hess" (Verzeichnis der nicht in der Gesamtausgabe veröffentlichten Werke Ludwig van Beethovens, Breitkopf & Härtel, Lipsia-Wiesbaden, 1957) che assegna una propria numerazione alle opere di Beethoven.
Iniziato nel 1931 come semplice elenco delle "opere" di Beethoven non incluse nella vecchia edizione completa ottocentesca delle sue composizioni (Beethoven-Gesamtausgabe, Breitkopf & Härtel, Lipsia, 1862-1865; un volume supplementare è apparso nel 1888), il catalogo ha avuto tre edizioni successive alla prima (nel 1937, nel 1953 e la definitiva nel 1957). L'edizione del 1953 (la terza e penultima) è stata redatta e pubblicata esclusivamente in italiano, con la cura e traduzione del suo amico e collega prof. Giovanni Biamonti, per l'Accademia nazionale di Santa Cecilia (nell'Annuario dell'Accademia Nazionale di Santa Cecilia - 1951-1952, tipografia Romano Mezzetti, Roma, 1953, p. 301-67; anche in edizione separata sotto forma di estratto del citato annuario).